# Debagoiena
Debagoiena (lett. "Alto Deba", in spagnolo Alto Deva) è una comarca della Spagna, situata nella comunità autonoma dei Paesi Baschi ed in particolare nella provincia di Gipuzkoa.